# Gergely Jenő (orvos)
Gergely Jenő, született Glaser (Budapest, 1889. január 31. – Budapest, Erzsébetváros, 1944. december 6.) magyar orvos, tüdőgyógyász.

## Élete
Glaser Márkus (1858–1945) pálinkamérő és Fischl Janka (1860–1945) fia. Az egyetemi tanulmányait Budapesten végezte. 1912 és 1926 között az Erzsébet királyné tüdőszanatóriumban működött előbb asszisztensként, majd osztályvezető főorvosként. 1929-től a Mártonhegyi tüdőszanatórium igazgató-főorvosa volt. Szerkesztette az Orvostudományi Szemle tuberkulózis rovatát. Számos cikke jelent meg magyar és külföldi szaklapokban a tuberkulózis kórtanával és kezelésével kapcsolatban. A budapesti gettóban vesztette életét.

## Művei
- A községek közegészségügye és az orvoshiány (Budapest, 1912)
- A tüdőgümőkór sebészi kezelése (Winternitz Arnolddal)
- Tuberkulózis és idegrendszer
- A mellhártyagyulladásról (Budapest, 1925)
- A tüdőtuberkulózis spontán gyógyulásáról (Budapest, 1925)
- A tüdőtuberkulózis gyógyszeres kezelése (Budapest, 1926)
- A tüdő fizikális vizsgálatáról (Budapest, 1927)
- A bronchitisről (Budapest, 1928)
- A tüdőtuberkulosis prognosisát befolyásoló tényezők (Budapest, 1929)
- A tüdőplombáról: indicatiók és gyógyeredmények (Budapest, 1929)
- A tüdőtuberkulózis műtéti kezeléséről. Gyakorlati áttekintés a belorvos és sebész szempontjából. (Winternitz Arnolddal, Budapest, 1931)